# Eugène Hawke
Pour les articles homonymes, voir Hawke.
Eugène Hawke est un architecte d'origine franco-anglaise né le 16 avril 1830 à Saint-Servan et décédé le 20 octobre 1914 à Laval. Menant en premier lieu une activité libérale dans sa ville natale, de 1849 à 1862, et exerçant parallèlement la fonction d'architecte de l'arrondissement de Saint-Malo, il réalise plus particulièrement un certain nombre de travaux dans des églises de la région malouine. Il œuvre ensuite en tant qu'architecte du département du Morbihan du 1er mai 1862 au 31 décembre 1872, puis de celui de la Mayenne, prenant sa retraite le 1er mai 1893. Il est notamment l'auteur de la basilique de Pontmain, en 1874, ainsi que du palais de Justice de Château-Gontier (1883-1887).

## Principales réalisations

### Côtes-d'Armor
- Bâtiments (1851) et chapelle des Sacrés-Cœurs de l'hôpital saint-Jean-de-Dieu à Léhon[2].

### Ille-et-Vilaine

#### Édifices civils
- Mairie-école de Baguer-Morvan[3], bâtie en 1857.
- Mairie-école de Baguer-Pican[4], érigée en 1862.

#### Édifices religieux
- Église Saint-Pierre et Saint-Paul de Baguer-Morvan, à l'exclusion de la tour-clocher[5].
- Église Notre-Dame-de-l'Assomption à Carfantain, commune de Dol[6].
- Massif occidental de l'église Sainte-Anne de Lourmais, bâti de 1857 à 1860[7].
- Massif occidental de l'église Saint-Malo du Minihic-sur-Rance[8].
- Projet de restauration de l'église Saint-Pierre de Mont-Dol, conduit par l'architecte malouin Jean-Gabriel Frangeul et son fils Alfred-Louis Frangeul[9].
- Église Saint-Michel de Rothéneuf, commune de Paramé, puis Saint-Malo[10].
- Plans de l'église Saint-Pierre de Sains, fidèlement exécutés par les Frangeul, père et fils[11].
- Presbytère de Saint-Guinoux[12].
- Église Sainte-Anne de La Ville-ès-Nonais, érigée de 1846 à 1854[13].

### Mayenne

#### Laval
- École normale d'institutrice[14] (1884-1889).
- Grande chapelle de l'Institution de l'Immaculée Conception[15] bénie en 1897.
- Nef de l'église Saint-Pierre.
- Reconstruction de la façade occidentale et des deux premières travées de la basilique Notre-Dame d'Avesnières de 1883 à 1887[16].

#### Reste du département
- Église saint-Cyr et Sainte-Julitte de Bouère.
- Église Saint-Martin de La Brûlatte (1892-1893).
- Église Notre-Dame-de-l'Assomption de Chailland (1892).
- Tour-clocher de l'église Saint-Pierre et Saint-Béraire Châlons-du-Maine[17].
- Église Notre-Dame-du-Mont-Carmel de La Chapelle-Anthenaise[18]
- Palais de Justice de Château-Gontier.
- Église Saint-Pierre-aux-Liens de Congrier (1881-1884).
- Reconstruction de l'Église Saint-Georges de Gesnes (1875)[19].
- Église Saint-Martin de Landivy.
- Tour-clocher de l'église Notre-Dame-de-l'Assomption de Lignières-Orgères.
- Église Saint-Martin de Montflours (1883)[20].
- Transept et chœur de l'église de Montjean.
- Chapelle sud et sacristie de l'église Saint-Front de Mézangers érigées en 1876[21].
- Chapelle du cimetière de Parné-sur-Roc (1874)[22].
- Église Saint-Martin du Pas.
- Basilique Notre-Dame de Pontmain.
- Mairie-école de Saint-Léger.
- Église Saint-Ouen de Saint-Ouën-des-Toits.
- Hôtel-de-Ville de Sainte-Suzanne.

### Morbihan
- Chapelle de Penvins, commune de Sarzeau[23], construite de 1871 à 1873.
- Couvent des Carmélites de Vannes[24].
- Maison 7 rue Billault à Vannes[25].
- Palais de Justice de Vannes[26].